# Адитивність
Адити́вність (англ. additivity, нім. Addition, Additivität) — властивість величин, яка полягає в тому, що значення величини, яка відповідає цілому об'єкту, дорівнює сумі значень величин, що відповідають його частинам, незалежно від того, яким чином поділено об'єкт і незалежно від природи об'єкту.

## Приклади
Наприклад, адитивність властива для маси, об'єму і ваги тіла, довжини лінії, площі поверхні тощо. Інший приклад — маса молекули є сумою мас атомів, які входять до її складу; кожний з замісників, введений у вихідну молекулу, вносить адитивний внесок у зміну стандартної енергії Гіббса, що відповідає даній рівновазі.

### У математиці
У теорії чисел адитивна функція — функція, визначена на натуральних числах і задовільняє умову:
{\displaystyle f(a+b)=f(a)+f(b)}

### У фізиці
Адитивність — сумарна фізична властивість суміші, яка визначається як сума добутків молярних часток компонентів у суміші на властивості цих компонентів (правило адитивності Кея); приклади, для суміші газів — критичні тиск, температура, об'єм, густина і коефіцієнт стисливості газу.
Властивість адитивності для деяких векторних фізичних величин називається принципом суперпозиції: напруженість електричного поля, напруженість магнітного поля, імпульс, сила. Деякі величини, такі як маса, швидкість (відносний рух) або час (послідовні інтервали), допускають складання в класичній фізиці, але не в теорії відносності.

### У інших галузях
Адитивний ефект:
1. Ситуація, коли результат дії кількох факторів у системі відповідає сумі впливів кожного з цих факторів, якщо кожен з них діє окремо.
2. У медичній хімії — вид синергізму, при якому ефект сумісної дії двох ліків дорівнює сумі ефектів дії кожного з ліків окремо.
3. У фізико-органічній хімії — тип сумісної дії замісників на певну фізико-хімічну характеристику (G) хімічної частинки, при якому ефект сумісної дії замісників описується рівнянням 
G = ∑xi·zi + m, де xi — дескриптор, що описує присутність і-того замісника у хімічній частинці; zi — вклад і-того замісника в G; m — емпірична стала.
4. У хімічній екології — випадок, коли результат дії двох речовин на стан довкілля дорівнює сумі ефектів, які викликають кожна з речовин окремо.